# Eordaia

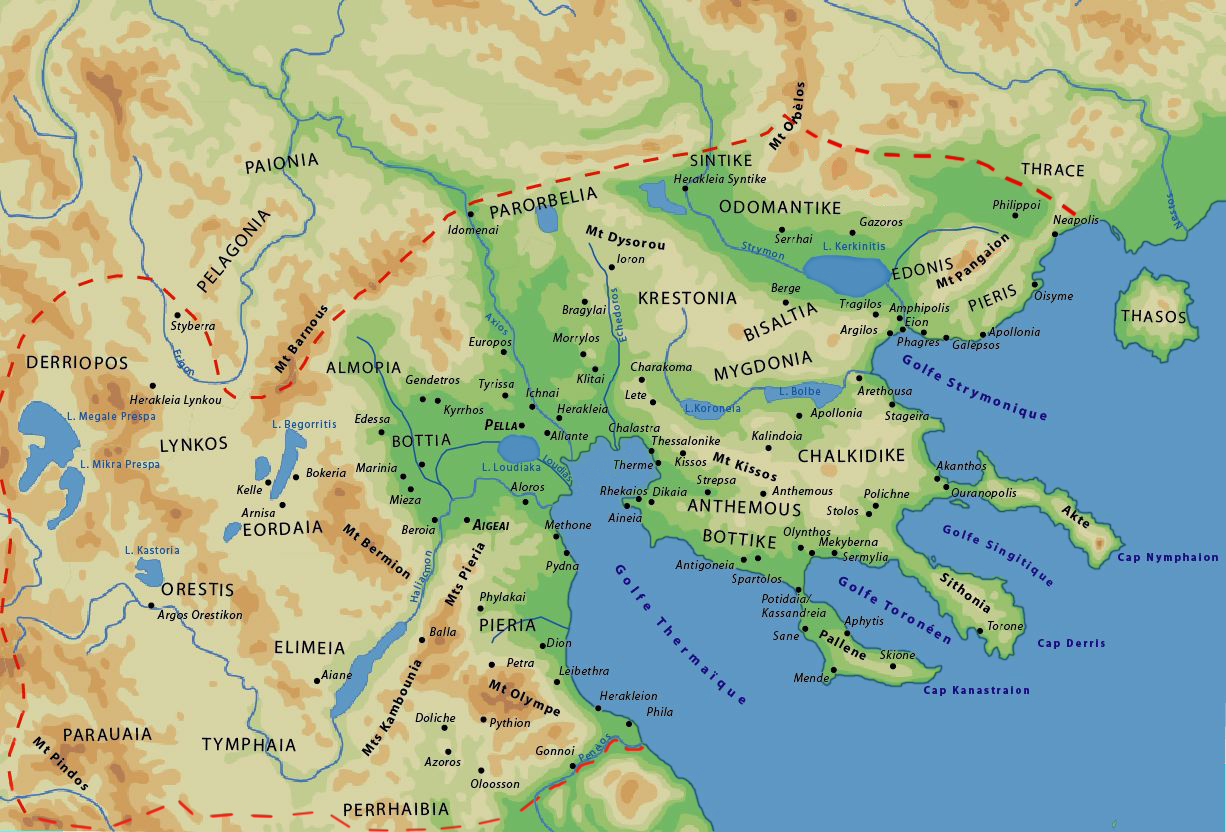
Die Landschaften des antiken Makedoniens und der Chalkidiki.

Eordaia (altgriechisch Ἐορδαία (f. sg.)), auch Eordias (Ἐορδίας) genannt, bezeichnete in der Antike jene gebirgige Landschaft Griechenlands, die den Höhenzug des Berges Vermio umfasste. Umgrenzt wird sie im Norden von dem Vegoritida-See und im Südosten vom Unterlauf des Flusses Aliakmonas. Nach Osten hin fällt sie in die Tieflandebene von Imathia ab. Die Landschaft umfasste in etwa den Osten des heutigen Regionalbezirks Kozani in der Region Westmakedonien.
In der Antike grenzte Eordaia im Westen an die Gebirgslandschaft Orestis, im Norden jenseits des Vegoritida-Sees an Lynkestis, im Süden an Elimiotis, im Südosten jenseits des Aliakmonas an die Berge der Pieria. Im Osten den Vermio (alter Name Bermion) hinabsteigend grenzte sie an die niedermakedonische Landschaft Bottiaia.
Eordaia war die östlichste der sogenannten obermakedonischen Berglandschaften, die laut Thukydides ursprünglich von dem Volk der Eordois bewohnt wurde, die sich den von Elimiotis und Lynkestis aus expandierenden Makedonen unterwerfen mussten und in ihnen aufgingen. Otto Abel rechnete sie den Phrygern zu, da sie aufgrund ihrer geographischen Verortung am Vermiogebirge (Bermion) in dem von Herodot erwähnten „Garten des Midas“ gelebt hätten. Die auch von diesem erwähnten „Eorder“, welche sich 480 v. Chr. dem Heer des Xerxes I. angeschlossen hatten, müssen laut Fritz Geyer bereits Makedonier gewesen sein. Im Gegensatz zu den anderen obermakedonischen Ländern ist für Eordaia kein Fürstenhaus überliefert, offenbar weil dieses Land aufgrund seiner Grenzlage zu Niedermakedonien schon sehr früh unter der direkten Kontrolle des Königshauses der Argeaden stand. Diese hatten ihre ersten Königssitze Beroia (Veria) und Aigai (Vergina) strategisch günstig direkt am Übergang von Eordaia zum Tiefland von Bottiaia hin errichtet, über das sie ihr Königtum begründeten. 

## Persönlichkeiten
Wie Arrian berichtet, stammte Ptolemaios I. aus Eordaia, der nach dem Tod Alexanders des Großen in Ägypten die hellenistische Ptolemäerdynastie begründete, die mit dem Tod der Kleopatra VII. im Jahr 30 v. Chr. endete. Der spätantike Autor Stephanos von Byzanz behauptete hingegen, das Ptolemaios aus der Stadt „Orestia“ stammte, die allgemein mit Argos Orestikon in der Orestis identifiziert wird. Allerdings bestätigt ein wiederentdecktes Epigramm des Poseidippos die Angaben Arrians, wonach sich Ptolemaios II. der Abstammung seines Vaters aus der Eordaia rühmte.
1927 wurde die ursprünglich türkische Stadtgründung Kailaria in Anlehnung an Ptolemaios I. in Ptolemaida umbenannt, die 2010 in die Gemeinde Eordaia eingegliedert wurde.
Weitere Personen:
- Lagos, Vater des Ptolemaios I.
- Menelaos, Bruder des Ptolemaios I.
- Peithon, ein Leibwächter Alexanders[6]
- Aristonous, ein Leibwächter Alexanders[7]